# Anselm von Rothschild
Anselm Salomon von Rothschild, amb el títol de baró, (1803 – 1874) va ser un banquer austríac que va fundar Creditanstalt, i era un membre de la família de banquers Rothschild.

## Família
Nasqué a la ciutat imperial de Frankfurt, essent fill del Freiherr Salomon Mayer von Rothschild (1774–1855), i de la seva esposa Caroline Stern (1782–1854). Tenia una germana anomenada Betty (1805–1874), que es va casar amb el seu oncle francès James Mayer de Rothschild.
D'acord amb el testament deixat al seu progenitor Mayer Amschel Rothschild, els infants de la família Rothschild estaven obligats a casar-se amb els seus primers cosins segons. Anselm Salomon ho va fer casant-se amb Charlotte Nathan Rothschild (1807–1859), filla del seu oncle Nathan Mayer Rothschild (1777–1836) dels Rothschild d'Anglaterra; van tenir vuit fills:
- Mayer Anselm Leon (1827–1828)
- Caroline Julie Anselm (1830–1907), "Julie", casada amb Adolph Carl von Rothschild (1823–1900), fill de Carl Mayer von Rothschild dels Rothschild de Nàpols
- Mathilde Hannah von Rothschild (1832–1924), casada amb Freiherr Wilhelm Carl von Rothschild (1828–1901), banquer de Frankfurt
- Sarah Luisa (1834–1924), casada amb el baró Raimondo Franchetti (1829–1905)
- Nathaniel Anselm (1836–1905), mecenes a Viena
- Ferdinand James (1839–1898), traslladat al Regne Unit
- Albert Salomon (1844–1911)
- Alice Charlotte (1847–1922)

## Biografia
L'any 1820 el pare d'Anselm Salomon, Salomon Mayer, va fundar una companyia bancària a Viena finançant la línia de ferrocarril Emperador Ferdinand en la dècada de 1830. Va ser confident del Canceller Príncep Klemens von Metternich. A la seva mort el 1855, el seu fill Anselm creà la k.k. privilegierte Österreichische Credit-Anstalt für Handel und Gewerbe, la qual va esdevenir el banc més gran de la monarquia austrohongaresa.
Anselm es va retirar gradualment del megoci bancari a la dècada de 1860. Va refusar la Guerra Àustro-Prussiana de 1866 i no va voler finançar cap dels dos bàndols. Com a filantrop, fundà l'Hospital Rothschild de Viena el 1869. També va ser un coleccionista important d'art i va pertànyer al Consell Imperial d'Àustria des de 1861. Morí a Viena.